# アイ・アム・ザ・ウォルラス
「アイ・アム・ザ・ウォルラス」（I Am the Walrus）は、ビートルズの楽曲である。1967年11月にシングル盤『ハロー・グッドバイ』のB面曲として発売された。ジョン・レノンによって書かれた楽曲で、作曲者のクレジットはレノン＝マッカートニー名義となっている。なお、EP『マジカル・ミステリー・ツアー』のブックレットには「"No you're NOT!" Said Little Nicola」というサブタイトルがつけられている。同年12月に公開されたテレビ映画『マジカル・ミステリー・ツアー』に演奏シーンが収められ、同名のサウンドトラックEP盤（英国）、LPアルバム（米国）に収録。映画ではビートルズのメンバーがサイケデリックな格好をしたり、セイウチをはじめとした動物の着ぐるみを着て演奏するシーンで使用されている。
本作は、ルイス・キャロル作の物語『鏡の国のアリス』の「セイウチと大工」に触発されて書いた楽曲。プロデューサーのジョージ・マーティンは、伴奏で追加されたヴァイオリン、チェロ、ブラスなどのオーケストラのアレンジも手がけた。
1967年12月の全英シングルチャートで、「アイ・アム・ザ・ウォルラス」が収録されたシングル盤『ハロー・グッドバイ』とEP『マジカル・ミステリー・ツアー』の2作品が上位2位を独占したため、「アイ・アム・ザ・ウォルラス」は同時に1位と2位を獲得した楽曲となった。なお、歌詞に出てくる「You've been a naughty girl, you've let your knickers down（まったくきみはいけない娘だね。すぐにニッカーズを下ろしちゃって。）」というフレーズが問題視されたことにより、BBCより放送禁止の措置を受けた。

## 背景・曲の構成
音楽評論家のイアン・マクドナルドは、「アイ・アム・ザ・ウォルラス」のモデルとなったのは、1967年夏に発売されたヒットを記録したプロコル・ハルムの「青い影」と推測している。同作はレノンのお気に入りの楽曲の1つであった。ある朝、レノンはパトロールカーのサイレンから着想を得て「Mister city policeman」という楽曲を書き始め、他の未完成となっていた楽曲を融合して完成させた。歌詞には「Lucy in the sky」と、本作と同じくレノン作の「ルーシー・イン・ザ・スカイ・ウィズ・ダイアモンズ」を思わせるフレーズも含まれている。
タイトルのウォルラス（セイウチ）は、ルイス・キャロル作の物語『鏡の国のアリス』の「セイウチと大工」からとられたものである。後述のように、レノンはセイウチが善人と勘違いしており、「しまった！」と思ったことを明かしている。
曲の途中の"Yellow matter custard..."からのくだりは、
Yellow matter custard, green slop pie,

All mixed together with a dead dog's eye,

Slap it on a butty, ten foot thick,

Then wash it all down with a cup of cold sick.
という、過去に作った歌詞からの引用であるとレノンの友人であるピート・ショットンは語っている。なお、「You've been a naughty girl, you've let your knickers down（まったくきみはいけない娘だね。すぐにニッカーズを下ろしちゃって。）」というフレーズが問題視され、BBCでは放送禁止となった。
後半部分のリズムについては宮城県民謡「斎太郎節」との共通点が指摘されている。ちなみにレノンはビートルズ日本公演で来日した際に東京ヒルトンホテルの10階のスイートルームに運び込まれたステレオセットで日本の民謡のアルバムを熱心に聞いており、その中でも「スゴくリズムがおもしろい」と言ってたのが「斎太郎節」だった。
1980年の『プレイボーイ』誌のインタビューで、レノンは本作について「最初の部分はある週末にトリップした時に書いて、次の部分は次の週末にトリップした時に書いた。そしてヨーコと出会った後に完成した。一部はハレ・クリシュナについての言及。クリシュナに興味を持っていた人が多かったんだ。「Elementary penguin（ペンギン聖体）」というのは「ハレ・クリシュナ」のような偶像崇拝を簡素化した表現さ。当時はディランの影響もあって、いろんな意味に取れる表現を使っていたよ。あと『不思議の国のアリス』の「セイウチと大工」は僕にとってはとても美しい詩だった。ルイス・キャロルが資本家や社会構造について言及していたとは予想だにしてなかったけどね。でも後になって実はセイウチが悪人で、大工が善人だということに気がついて「しまった！」と思った。僕は「セイウチ」ではなく「大工」になるべきだった。'I Am The Carpenter'（俺は大工）でもそんなに違和感はないだろう？」と語っている。
歌詞に登場する「エッグマン」は、仲間内で「エッグ」と呼ばれていたエリック・バートンのことで、セックス中に裸の女性の上で卵を割ることが趣味だったせいで、彼にはこのあだ名がつけられた。バートンの自伝には、「メイフェアで繰り広げられた乱交パーティーで半裸状態の2人の女性の鼻の下でアミル・ナイトレイトのカプセルを砕き、生卵を2つ割っているバートンをジョン・レノンが眺めていて、レノンが「行け、やるんだ。エッグマン！行け！僕もやったけど、良かったぜ」というエピソードが掲載されている。

## レコーディング
「アイ・アム・ザ・ウォルラス」のレコーディングは、1967年8月27日のマネージャーであるブライアン・エプスタインの死後初のレコーディング作業となった。
1967年9月5日にEMIレコーディング・スタジオのスタジオ2でレコーディングが開始され、レノンがエレクトリックピアノ、ジョージ・ハリスンがギター、リンゴ・スターがドラムという編成で16テイク録音された。この日に録音されたテイク16が、1996年に発売された『ザ・ビートルズ・アンソロジー2』に収録されている。翌日、テイク16をリダクションし、ポール・マッカートニーによるベース、スターのドラム、レノンのリード・ボーカルがオーバー・ダビングされた。
9月27日にスタジオ1にて、ヴァイオリン、チェロ、ホルン、クラリネットをはじめとしたオーケストラの演奏が加えられた。アレンジはジョージ・マーティンが担当。なお、マッカートニーはオーケストレーションについて多少アイデアを提出したとされている。翌日には、マイク・サムスを中心とした16人の合唱団がレコーディングに参加し、「Ho-ho-ho, hee-hee-hee, ha-ha-ha」、「oompah, oompah, stick it up your jumper!」、「everybody's got one」というコーラスが録音された。

### 「リア王」のラジオ音源
曲の中間ほどから聞こえる朗読は、シェイクスピア著の「リア王」（第4幕、シーン6）の219行目から222行目と249行目から262行目の部分である。1967年9月29日にレノンがAMラジオのダイヤルを回し、この日の午後7時30から午後11時にかけてBBCラジオ3で放送された「リア王」を朗読する声を加えた。
219行目から222行目より、曲に使用された節が以下の部分になる。
Gloucester: (2:35) Now, good sir, wh— (ここでレノンは一度別のチャンネルにダイヤルを回している)

Edgar: (2:38) — poor man, made tame by fortune — (2:44) good pity —
曲のエンディング部分で、249行目から262行目が引用された。
Oswald: (3:52) Slave, thou hast slain me. Villain, take my purse.

If ever thou wilt thrive, (4:02) bury my body,

And give the (4:05) letters which thou find'st about me

To (4:08) Edmund, Earl of Gloucester; (4:10) seek him out

Upon the British party. O, (4:14) untimely Death!

Edgar: (4:23) I know thee well: a (4:25) serviceable villain;

As duteous to the (4:27) vices of thy mistress

As badness would desire.

Gloucester: What, is he dead?

Edgar: (4:31) Sit you down father, rest you.
なお、ラジオ放送は、マーク・ディグナム（グロスター伯）、フィリップ・ガード（エドガー）、ジョン・ブライニング（オズワルド）によって朗読された。

## ミキシング
モノラル・ミックスと2種類のステレオ・ミックスが作られ、ミキシングによる差異がある。顕著な差異はイントロのリフがステレオは6回、モノラルは4回繰り返される。1:20付近の「I'm crying」と歌われる個所で、モノラルではドラム、タンバリンがカットされ、英国（CD）ステレオではカットされていない。米国・西ドイツ等のステレオ版はオーバー・ダビングされたスネアドラムのみ残る。また1分35秒付近の「I'm crying」と「yellow matter custardの間が1小節長いヴァージョンも存在する（米国モノラル・シングル）。このほか、米キャピトルにより英国ステレオ・ミックスと米国モノラル・ミックスが組み合わさった新しいミックスが作られ、アメリカ編集盤『レアリティーズ Vol.2』に収録された。
なお、モノラルのミキシングを行った際にその場で流れていたBBCのラジオ音声をマルチトラック・テープではなく、モノラル・マスターにオーバー・ダビングしたために、ステレオ・ミックスの「Sitting in an English garden」という歌詞から先の部分はモノラル・ミックスを疑似ステレオ化されている。
映画『マジカル・ミステリー・ツアー』のビデオ・ソフト化では後半パートがモノラル化されている。
ビートルズのマッシュアップ作品として2006年11月に発売された『LOVE』では、後半部分も完全なステレオとしてリミックスされている。2023年発売の『ザ・ビートルズ1967年〜1970年』2023エディションでは、ジャイルズ・マーティンの手による新たなステレオ・ミックスが収録された。

## クレジット
ビートルズ
- ジョン・レノン - ボーカル、エレクトリックピアノ、メロトロン
- ポール・マッカートニー - ベース、タンバリン
- ジョージ・ハリスン - エレクトリック・ギター
- リンゴ・スター - ドラム

外部ミュージシャン
- ジョージ・マーティン - プロデュース
- セッションミュージシャン - ストリングス、ブラス、木管楽器
- マイク・サムス - バッキング・ボーカル
- レイ・トーマス - バッキング・ボーカル
- マイク・ピンダー - バッキング・ボーカル
- ジェフ・エメリック、ケン・スコット - エンジニア

## カバー・バージョン
- スプーキー・トゥース - 1970年にドイツで発表されたシングルのA面収録曲[25]。
- オアシス - シングル『シガレッツ・アンド・アルコール』[26]や、日本盤シングル『ホワットエヴァー』[27]に収録。なお、「グラスゴー・キャットハウス（英語版）でのライブ音源」と表記されている[28]が、実際にはソニーの会議時に演奏された音源となっている[29]。
- RED WARRIORS - 1987年に発売されたシングル『バラとワイン』に収録。
- オインゴ・ボインゴ - 1994年に発売されたアルバム『Boingo』に収録[30]。
- 斉藤和義 - 2006年11月4日に日本武道館で開催された「Dream Power ジョン・レノン スーパー・ライヴ2006」で演奏[31]。

## チャート成績
| チャート (1967年)           | 最高位 |
| --------------------------- | ------ |
| ニュージーランド (Listener) | 17     |
| US Billboard Hot 100        | 56     |
| US Cash Box Top 100         | 46     |